# Mary Kay Bergman
Mary Kay Bergman (5. června 1961 Los Angeles, Kalifornie, USA – 11. listopadu 1999 tamtéž), někdy uváděna jako Shannen Cassidy, byla americká dabérka a lektorka dabingu.

## Životopis
Mary Kay Bergman se narodila 5. června 1961 v Los Angeles v Kalifornii. Již v raném dětství se zajímala o animaci a imitování. Poté, co si zahrála svou první roli v televizním filmu Return Engagement, studovala tři roky divadelní umění na Kalifornské univerzitě. Vyučila se u své učitelky dabingu Kat Lehmanové a začala vystupovat jako rozhlasová hlasatelka. 
Po dlouhém hledání talentových agentur a hlasových kurzů byla vybrána jako představitelka Sněhurky. Připojila se k The Groundlings, aby zdokonalila své hlasové herecké dovednosti, což přispělo k jejímu konkurzu do seriálu Family Dog. V roce 1994 začala vést kurzy hlasového herectví.
V letech 1989 až 1999 byla oficiálním hlasem Disneyho postavičky Sněhurky a hlavní ženskou dabérkou v animovaném televizním seriálu Městečko South Park od jeho debutu v roce 1997 až do své smrti v roce 1999. V letech 1997 až 1999 také namluvila Claudette a Laurette ve filmu Kráska a zvíře, doktorku Blightovou v seriálu Kapitán Planeta, ve kterém nahradila Meg Ryanovou, Katie v seriálu Family Dog a Daphne Blakeovou v seriálu Scooby-Doo.
V soukromém životě trpěla generalizovanou úzkostnou poruchou. Svůj psychický stav si ale držela v soukromí. Dne 11. listopadu 1999 napsala dva dopisy na rozloučenou a střelila se do hlavy. Krátce po její smrti založil její manžel Dino Andrade pamětní fond Mary Kay Bergmanové. Pohřbena byla ve Forest Lawn Memorial Park v Hollywood Hills.

## Filmografie (výběr)

### Dabing

#### Filmy
- Kráska a zvíře (1991)
- Zvoník u Matky Boží (1996)
- Herkules (1997)
- Scooby-Doo a ostrov zombií (1998)
- South Park: Peklo na Zemi (1999)
- Scooby-Doo a duch čarodějky (1999)
- Toy Story 2: Příběh hraček (1999)
- Scooby-Doo a invaze vetřelců (2000)
- Lady a Tramp II: Scampova dobrodružství (2001)

#### Televize
- Kapitán Planeta (1991–1996)
- Family Dog (1993)
- Městečko South Park (1997–1999)
- Griffinovi (2000)